# Монтемолін
Монтемолін (ісп. Montemolín) — муніципалітет в Іспанії, у складі автономної спільноти Естремадура, у провінції Бадахос. Населення — 1511 осіб (2010).
Муніципалітет розташований на відстані близько 330 км на південний захід від Мадрида, 110 км на південний схід від Бадахоса.
На території муніципалітету розташовані такі населені пункти: (дані про населення за 2010 рік)
- Монтемолін: 877 осіб
- Пальярес: 427 осіб
- Санта-Марія-де-Нава: 207 осіб

## Демографія
Динаміка населення (INE ):